# Опатовиці (Куявсько-Поморське воєводство)
Опатовиці (пол. Opatowice) — село в Польщі, у гміні Радзеюв Радзейовського повіту Куявсько-Поморського воєводства.
Населення — 225 осіб (2011).
У 1975-1998 роках село належало до Влоцлавського воєводства.

## Демографія
Демографічна структура станом на 31 березня 2011 року:
|          | Загалом | Допрацездатний вік | Працездатний вік | Постпрацездатний вік |
| -------- | ------- | ------------------ | ---------------- | -------------------- |
| Чоловіки | 111     | 22                 | 76               | 13                   |
| Жінки    | 114     | 26                 | 61               | 27                   |
| Разом    | 225     | 48                 | 137              | 40                   |